# Coma (música)
Es coneix pel nom de  coma  a qualsevol dels petits intervals musicals que resulten de la comparació o diferència d'altres intervals majors, quan aquesta diferència és menor d'un semitò. Les comes tenen un nom propi per raons històriques, en cas contrari no gaudeixen d'aquesta denominació i es diuen simplement "petits intervals" o diferències.
Des d'aquesta perspectiva, un sistema com el temperament igual de 12 notes, en què tots els intervals són un múltiple sencer del menor interval possible (el semitò temperat), seria un sistema  sense comes . Apareixen comes, però, quan es comparen els intervals d'aquest sistema amb altres.
Una coma també pot ser l'interval generador, per concatenació, dels intervals d'un sistema d'afinació determinat. Per exemple, un sistema com el de Holder en què la vuitena es divideix en 53 parts iguals, està basat en la coma de Holder i per concatenació d'aquesta es obtenen el semitò diatònic (4 comes), el semitò cromàtic (5 comes), el to (9 comes), la cinquena (31 comes), etc.
Es produeixen comes freqüentment quan es consideren els sistemes d'afinació diferents del temperament igual, en què les notes enharmòniques no tenen el mateix so. Per exemple, en el sistema de Pitàgores la diferència entre dues notes enharmòniques és una coma pitagòrica mentre que en l'entonació justa la diferència és una coma sintònica.

## Llista de comes
- Coma pitagòrica
- Coma sintònica
- Coma de Holder
- Coma de Mercator
- Diesis